# Gabino Rodríguez Rodríguez
Gabino Rodríguez Rodríguez (Sevilla, 18 de juny de 1964) és un exfutbolista i entrenador andalús. Com a futbolista va ocupar la posició de migcampista. Va ser internacional espanyol en categories inferiors. El 1986 va guanyar l'Europeu sub-21.

## Trajectòria
Format a les categories inferiors del Real Betis, debuta a primera divisió a la campanya 83/84, en la qual juga cinc partits. L'any següent, mentre realitza el servei militar, juga amb el CD Logroñés.
De nou al Betis, és titular a la 85/86, en la qual apareix en 34 partits i marca cinc gols. Les dues temporades següents també hi seria titular, convertint-se en una peça clau del joc dels andalusos.
L'estiu de 1988 fitxa pel RCD Espanyol. Eixe any els catalans perden la categoria. A Segona Divisió, el sevillà marca 12 gols, decisius per al ràpid retorn a la màxima divisió. La temporada 90/91, disputa altres 17 partits amb l'Espanyol a Primera.
Entre 1991 i 1993 retorna al Real Betis, on marca 12 gols en 54 partits. Posteriorment, milita al Xerez CD i a l'AD Ceuta.

### Després de retirar-se
Les males inversions del que havia guanyat en la seua carrera esportiva van comportar que el sevillà caiguera pràcticament a la ruïna, arribant a treballant en la rentada de roba.
Als 34 anys va obtindre el Batxillerat superior, el primer pas per a aconseguir el títol d'entrenador. Va començar a dirigir a la selecció juvenil de Ceuta, on per la seua tasca va ser premiat amb una convocatòria com a assistent de la selecció espanyola sub-16.
El 2007 entrena al CD Quintanar, de la Tercera Divisió castellanomanxega.